# Mohammad Soleimani
Mohammad Soleimani est un joueur iranien de volley-ball né le 23 septembre 1987 à Kouhdacht. Ancien international iranien, il mesure 1,96 m et joue comme attaquant.

## Clubs
| Club                      |
| Paykan Tehran             |
| Pegah Urmia               |
| Al Ahly                   |
| Erteashat Sanati          |
| Université islamique Azad |
| Saipa                     |
| ------------------------- |